# Plumetot
Plumetot (ply.mə.tɔⓘ) es una población y comuna francesa, situada en la región de Baja Normandía, departamento de Calvados, en el distrito de Caen y cantón de Douvres-la-Délivrande.

## Demografía
| 185 | 159 | 163 | 229 | 260 | 233 |
| Para los censos de 1962 a 1999 la población legal corresponde a la población sin duplicidades (Fuente: INSEE [Consultar]) |     |     |     |     |     |